# Латиноамериканский культурный центр имени Уго Чавеса
Латиноамериканский культурный центр имени Уго Чавеса — общественная организация в России, штаб-квартира расположена в Санкт-Петербурге
- Генеральный директор — Егор Лидовской (с 01 мая 2012 года).
- Исполнительный директор — Сергей Прокудин (с 01 мая 2012 года).

## История
Латиноамериканский культурный центр в Санкт-Петербурге был образован в 2012 году на базе Общества дружбы Россия-Венесуэла. После смерти президента Венесуэлы Уго Чавеса, на заседании 7 марта 2013 года Центру было единогласно присвоено имя покойного политика. Посол Венесуэлы в России Хуан Висенте Паредес Торреальба провел торжественную инаугурацию Центра 24 октября 2013 года. Центр стал соучредителем международного движения солидарности с Венесуэлой на первом съезде движения в Посольстве Венесуэлы 8 декабря 2013 года.

## Коллектив
| Участник              | Должность                               | Год начала работы |
| --------------------- | --------------------------------------- | ----------------- |
| Егор Лидовской        | Генеральный директор                    | 2012              |
| Сергей Прокудин       | Исполнительный директор                 | 2012              |
| Валерия Птицына       | Советник-посланник в Москве             | 2016              |
| Екатерина Шарафанович | Руководитель культурного отдела         | 2013              |
| Михаил Крыжановский   | Представитель в Республике Башкортостан | 2014              |
| Кирилл Булычев        | Руководитель отдела медиа               | 2013              |
| Хуан Висенте Паредес  | Почетный представитель в Венесуэле      | 2013              |

## Идеология
Центр Чавеса выступает в поддержку левых движений в Латинской Америки, делая акцент на таких странах как Венесуэла и Куба.

## Деятельность
Центр занимается организацией политических и культурных мероприятий в России, выпускает периодическое издание "Вестник Латинской Америки", переводит с испанского языка речи и выступления латиноамериканских лидеров для посольств и различных изданий. В 2013 году во время визита в Москву президент Венесуэлы Николас Мадуро провел встречу с представителями Центра. В 2014 году делегаты от организации приняли участие в ПМЭФ, в 2015 в заседании межправительственной комиссии Россия-Венесуэла. Ежегодно под эгидой Центра проводятся встречи с послом Венесуэлы в России. В 2017 году организация опубликовала открытое письмо к генеральному секретарю ОАГ Луису Альмагро, в котором резко осудила его вмешательство в дела Венесуэлы. Письмо вызвало широкий резонанс в Латинской Америке и было опубликовано всеми ведущими изданиями Венесуэлы.